# Спиди-гонщик (фильм)
«Спи́ди-го́нщик» (англ. Speed Racer) — семейный кинофильм братьев Вачовски (на момент создания фильма они ещё были известны как братья), которые выступили как режиссёры, сценаристы и сопродюсеры проекта. Фильм является адаптацией аниме-сериала 1960-х «Гонщик Спиди». Премьера состоялась 3 мая 2008 года на кинофестивале Трайбека. Мировая премьера картины состоялась 9 мая, а в России фильм вышел на экраны 29 мая. В сентябре 2011 года лента вошла в число 25 лучших спортивных фильмов по версии журнала Time.

## Сюжет
Молодой гонщик по имени Спиди (англ. speed — скорость) стремится выиграть гонки, в которых некогда погиб его старший брат. Ему случайно удаётся узнать, что крупные корпорации используют нечестные приёмы во время гонок, чтобы получить прибыль. Получив отказ Спиди участвовать в их играх, одна из корпораций — Royalton Industries — старается сделать все, чтобы Спиди не смог выиграть гонку. «Комета» даже использует установленный на GRX захват. Однако Спиди выбивает его из гонки. Машина Спиди заглохла. Он прислушивается к ней, как учил его Рекс, заводит двигатель и со включённым конвергенатором быстро настигает остальных участников гонки и приходит к финишу первым.

## В ролях
| Актёр                   | Роль                               |
| ----------------------- | ---------------------------------- |
| Эмиль Хирш              | Спиди Рейсер                       |
| Николас Элиа            | юный Спиди Рейсер                  |
| Кристина Риччи          | Трикси Симура                      |
| Ариэль Уинтер           | юная Трикси Симура                 |
| Мэттью Фокс             | Гонщик Икс/Рекс Рейсер             |
| Сьюзан Сарандон         | мама Спиди Мом Рейсер              |
| Скотт Портер            | молодой Рекс Рейсер                |
| Джон Гудмен             | отец Спиди Папс Рейсер             |
| Рейн                    | Тэджо Тогокан                      |
| Пауле Литт              | Спрайдэл Рейсер младший брат Спиди |
| Найо Уоллес             | Минкс подруга Гонщика Икс          |
| Хироюки Санада          | мистер Муся                        |
| Юй Нань                 | Харуко Тогокан                     |
| Кик Герри               | механик Спарки                     |
| Ричард Раундтри         | комментатор Бен Бёрнс              |
| Мельвиль Пупо           | комментатор № 1                    |
| Питер Фернандес         | комментатор № 2                    |
| Бенно Фюрман            | инспектор Детектор                 |
| Роджер Аллам            | Арнольд Ройалтон                   |
| Кристиан Оливер         | Снейк Ойлер                        |
| Мориц Бляйбтрой         | Серый Призрак                      |
| шимпанзе Кэндзи и Уилли | шимпанзе Чим-Чим                   |

## Факты
- Актёр Питер Фернандес, участвовавший в дублировании на английский язык оригинального японского мультсериала и озвучивший персонажа Спиди-гонщика, появляется в фильме в камео комментатора гонок.
- Актёры Джозеф Гордон-Левитт и Шайа Лабаф рассматривались на роль Спиди-гонщика[3].
- Чтобы подготовиться к роли, Эмиль Хирш пересмотрел все эпизоды оригинального мультсериала и посетил автодром Lowe’s Motor Speedway, где он встретился с профессиональным автогонщиком Джимми Джонсоном[4].